# Oostvlietpolder
De Oostvlietpolder is een polder in de Nederlandse gemeente Leiden en een voormalig waterschap.
De Oostvlietpolder werd bemalen door de Oostvlietmolen en is ontstaan door de samenvoeging van de Vlietpolder met de Hofpolder. De polder werd in het noorden begrensd door het Rijn-Schiekanaal, in het oosten door de Vrouwenvaart, in het zuiden door de Meerburger wetering en in het westen door de inmiddels in het recreatiegebied Vlietland verdwenen Vinkesloot. De eveneens verdwenen Hofweg vormde de grens tussen de beide polders. Tot de annexatie door Leiden in 1966 hoorde het gebied bij de gemeente Zoeterwoude.
Het voormalige waterschap was verantwoordelijk voor de vervening, drooglegging en later de waterhuishouding in de polders en werd in 1979 samengevoegd met nabijgelegen waterschappen tot het waterschap Ommedijck. Na enkele verdere samenvoegingen valt de polder sinds 1999 onder het Hoogheemraadschap van Rijnland.